# Agabus inscriptus
Agabus inscriptus är en skalbaggsart som först beskrevs av George Robert Crotch 1873.  Agabus inscriptus ingår i släktet Agabus och familjen dykare. Inga underarter finns listade i Catalogue of Life.